# Spreuschuppiger Wurmfarn
Der Spreuschuppige Wurmfarn (Dryopteris affinis), auch Schuppiger Wurmfarn genannt, ist eine Pflanzenart aus der Gattung der Wurmfarne (Dryopteris) innerhalb der Familie der Wurmfarngewächse (Dryopteridaceae).

## Beschreibung und Phänologie

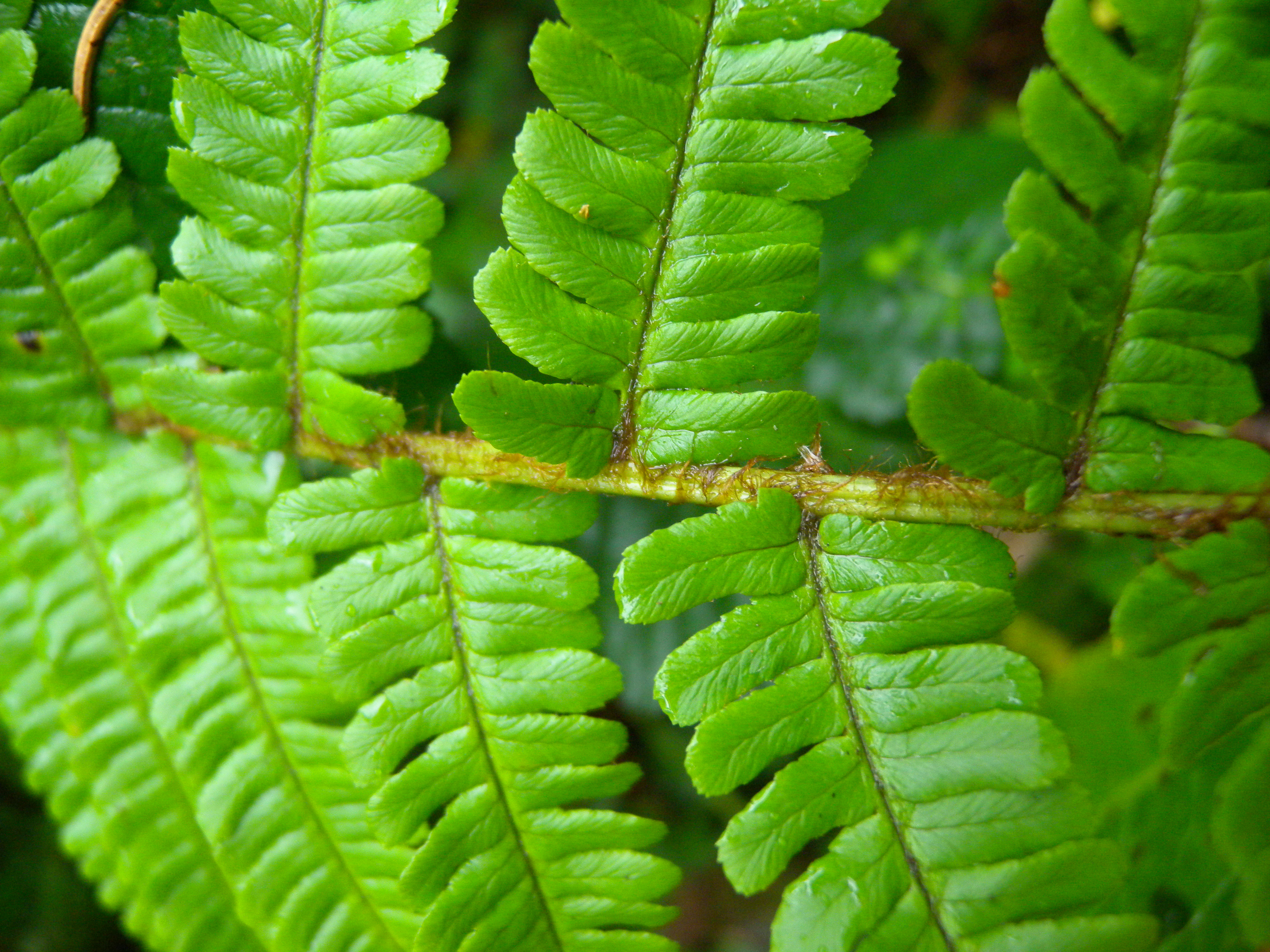
Oberseite der Fiedern

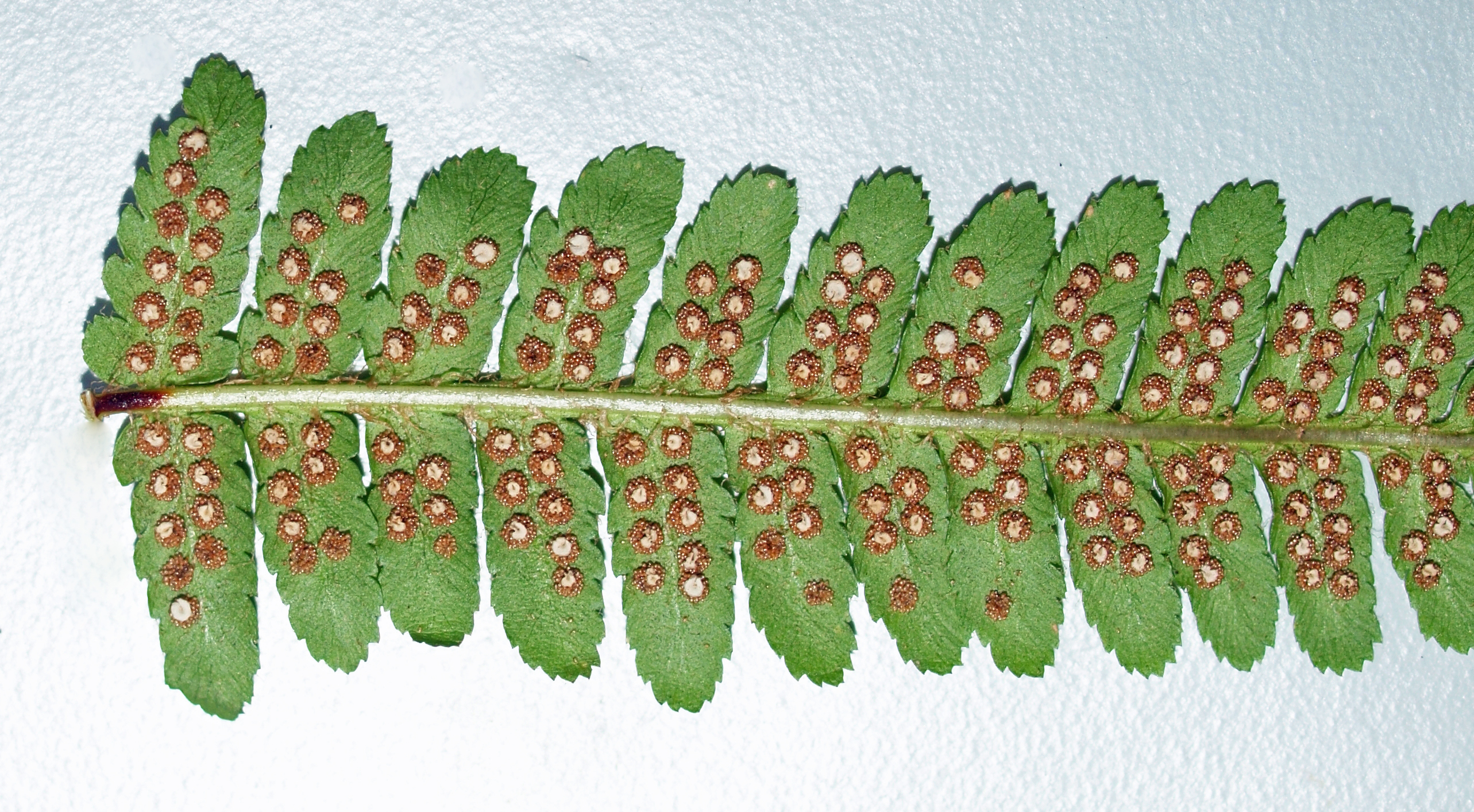
Violettschwarzer Fiederansatz an der Mittelrippe links

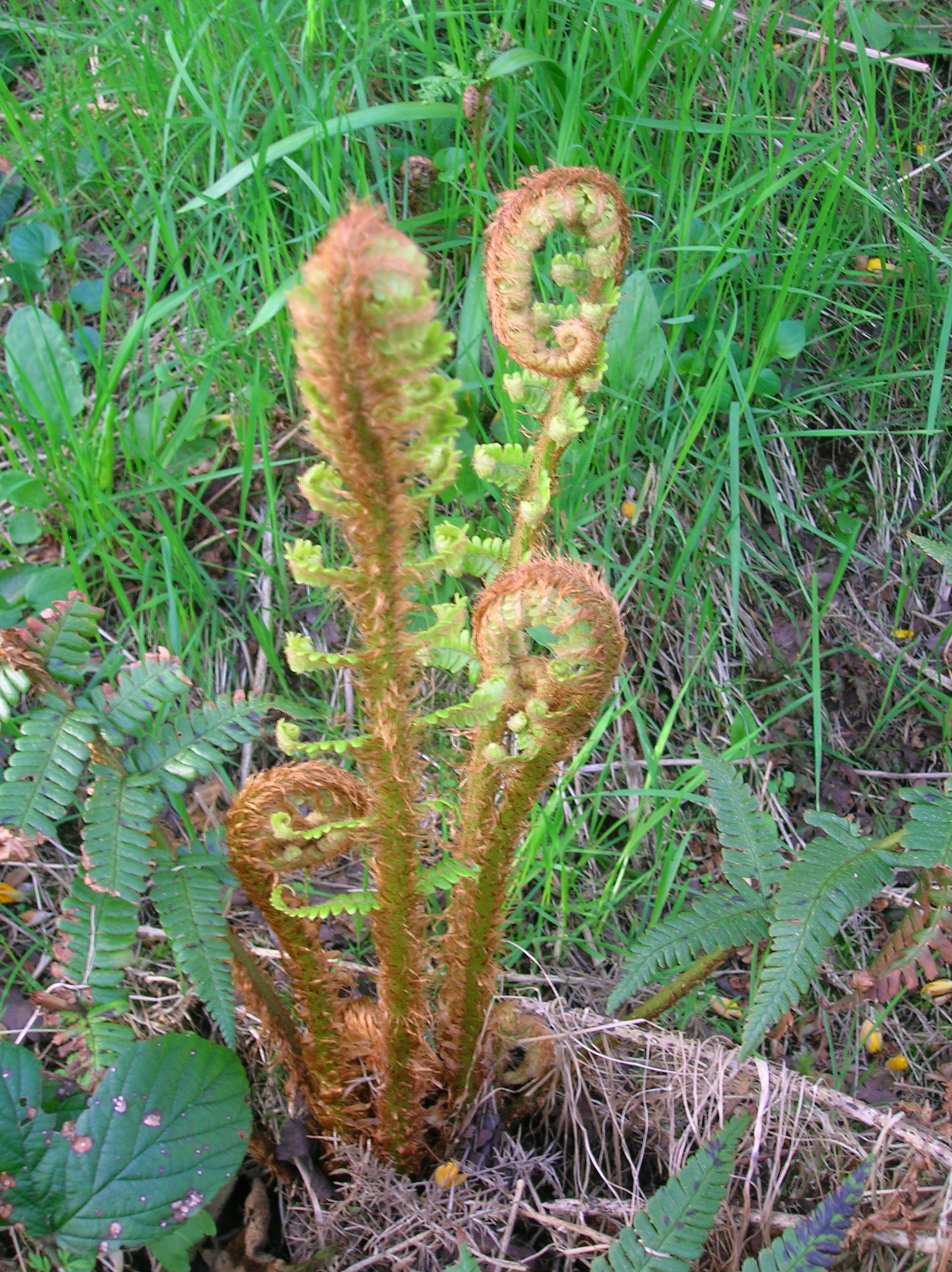
Spreuschuppiger Wurmfarm im „Austrieb“

Der Spreuschuppige Wurmfarn ist eine ausdauernde krautige Pflanze und erreicht Wuchshöhen von 100 bis 160 Zentimetern. Das aufrechte oder aufsteigende, kurze, dicke Rhizom ist mit weichen, breiten und oft bewimperten Schuppen besetzt. Das Rhizom kann bis 20 Zentimeter über der Erde auswachsen und so einen winzigen Baumfarn andeuten. Der Spreuschuppige Wurmfarn ist besonders schön und eindrucksvoll im April und Mai, wenn die jungen Blätter sich wie Bischofsstäbe entrollen.
An der Basis des Blattstiels sind fünf oder mehr Leitbündel vorhanden. Die fertilen und die sterilen Blattwedel sind annähernd gleich gestaltet. Die Wedel stehen büschelig und sind lederig, von dunkelgrüner Farbe, auf der Oberseite glänzend und überwinternd. Sie sind einfach gefiedert mit fiederspaltigen Fiedern, oder zweifach gefiedert. An jeder Seite stehen 20 bis 35 Fiedern, die am Grund verschmälert sind. Ein wesentliches Merkmal dieser Art ist der auf der Unterseite violettschwarze Fiederansatz. Der Wedelstiel ist 3 bis 4 Millimeter dick und ist wie auch die Blattspindel (Rhachis) dicht mit langen Spreuschuppen besetzt. Die Blattabschnitte letzter Ordnung sind lineal-länglich, an den Seiten ganzrandig und an der Spitze mit wenigen kleinen Zähnen versehen. Sie tragen meist sechs Sori.
Die Schleier sind derb und gewölbt. Die 35–60 µm langen Sporen werden von Juni bis September gebildet.
Die Chromosomenzahl beträgt 2n = 82, 123, 130 oder 160.

## Ökologie
Die Prothallien tragen keine Archegonien, aber funktionsfähige Antheridien. Aus dem Prothallium entsteht apomiktisch der Sporophyt.

## Verbreitung
Der Spreuschuppige Wurmfarn ist von Europa bis zu den angrenzenden Teilen Nordafrikas und in Westasien verbreitet. In Westasien kommt er in der nördlichen Türkei, im Kaukasusraum und im südlichen Iran vor. Sein europäisches Areal liegt vor allem im westlichen und südlichen Teil, es erstreckt sich nordwärts bis zum westlichen Norwegen (bis 63° nördlicher Breite), ostwärts bis zur ehemaligen Tschechoslowakei, Polen, Rumänien und die Ukraine. Auch auf den Azoren, Kanaren und Madeira kommt er vor. In Mitteleuropa kommt er in den Alpen (bis in Höhenlagen von 2000 Metern, in den Nordalpen bis 1000 Metern), im Mittelgebirge (ostwärts bis zum Bayerischen Wald, nordwärts bis ins Sauerland, seltener auch bis Niedersachsen) vor. Man findet ihn auch im Pfälzer Wald, im Spessart und in den Vogesen.
Er kommt in der montanen bis subalpinen Höhenstufe im ozeanischen Bereich der meridionalen bis nördlich temperaten Florenzone vor.
Der Spreuschuppige Wurmfarn besiedelt lichtreiche bis halbschattige, seltener auch schattige, frische bis mäßig feuchte, kalkarme, schwach saure bis saure, modrig humose Standorte meist an schutt- oder blockreichen Hängen in luftfeuchter Lage meist in Gebieten mit Jahresniederschlägen über 1000 Millimeter. Er liebt farnreiche Staudenfluren an Wegböschungen. Er wächst vor allem in feuchten, schattigen montanen Buchen- und Tannenwäldern. Er gedeiht am besten auf kalkarmen Böden. Er ist pflanzensoziologisch eine Charakterart der Ordnung Fagetalia.
Die ökologischen Zeigerwerte nach Landolt et al. 2010 sind in der Schweiz bei Einschluss der unten genannten Unterarten: Feuchtezahl F = 3 (mäßig feucht), Lichtzahl L = 3 (halbschattig), Reaktionszahl R = 2 (sauer), Temperaturzahl T = 2+ (unter-subalpin und ober-montan), Nährstoffzahl N = 2 (nährstoffarm), Kontinentalitätszahl K = 1 (ozeanisch).

## Systematik
Die Erstbeschreibung erfolgte 1838 unter dem Namen Nephrodium affine durch Richard Thomas Lowe in Transactions of the Cambridge Philosophical Society, Band 6, Teil 3, Seite 525. Die Neukombination zu Dryopteris affinis (Lowe) Fras-Jenk. wurde 1979 durch Christopher Roy Fraser-Jenkins in Fern Gazette; Journal of the British Pteridological Society, Band 12 Teil 1, Seite 56 veröffentlicht.
Dryopteris affinis ist ein Komplex aus verschiedenen, teils diploiden, teils triploiden Sippen, die sich apogam vermehren. Ihre morphologische Variabilität ist sehr hoch und sie bilden auch mit Dryopteris filix-mas Hybriden.
Je nach Autor gibt es mehrere Unterarten, nach anderen Autoren werden diese als eigenständige Arten angesehen.
- Dryopteris affinis (Lowe) Fras-Jenk. subsp. affinis: Sie ist diploid mit einer Chromosomenzahl von 2n = 82. Fiederabschnitte nicht parallelrandig, daher V-förmige Zwischenräume bildend. Die Wedel überwintern. Vorkommen in Südwesteuropa und im westlichen Mitteleuropa. In Mitteleuropa kommt er vor im Harz, in Rheinland-Pfalz, in Sachsen, im Voralpengebiet, im Elsass, in den Niederlanden, in Belgien, in der Schweiz, in der Steiermark, in Tirol und in Osttirol.[9]
- Dryopteris affinis subsp. borreri (Newman) Fraser-Jenk. (Syn.: Dryopteris borreri (Newman) Oberh. & Tavel, Dryopteris affinis subsp. stilluppensis (Sabr.) Fraser-Jenk., Dryopteris affinis subsp. robusta Fraser-Jenk.): Sie ist triploid, Chromosomenzahl 2n = 123. Fiederabschnitte parallelrandig, vorne gestutzt und nur schwach gezähnelt. Die Wedel überwintern. Es gibt Vorkommen im ganzen Gebiet der Art. Sie kommt vor in Europa, Marokko, in der Türkei, Georgien, Aserbaidschan, im Kaukasusraum und im nordwestlichen Iran. In den Allgäuer Alpen steigt die Sippe am Diedamskopf in Vorarlberg bis zu einer Höhenlage von 1600 Metern auf.[10]
- Dryopteris affinis subsp. cambrensis Fraser-Jenk. (Syn.: Dryopteris cambrensis (Fraser-Jenk.) Beitel & W.R.Buck): Sie ist triploid mit einer Chromosomenzahl von 2n = 123. Fiederabschnitte parallelrandig, vorne abgerundet mit markant abstehenden dreieckigen Zähnen. Die Wedel überdauern den Winter nicht. Die Sippe ist kalkmeidend. Es gibt Vorkommen im ganzen Gebiet der Art außer in Osteuropa und Teile Südeuropas.[6] Diese Unterart gedeiht vor allem in Blockschutthalden in der Assoziation des Polystichetum lonchitidis.[2] In den Allgäuer Alpen steigt auch diese Sippe oberhalb der Mittelstation am Diedamskopf in Vorarlberg bis zu einer Höhenlage von 1600 Metern auf.[10] Nach Euro+Med wird diese Sippe als Art angesehen mit drei Unterarten.[6]
- Dryopteris affinis subsp. pseudodisjuncta (Fraser-Jenk.) Fraser-Jenk. (Syn.: Dryopteris pseudodisjuncta (Fraser-Jenk.) Fraser-Jenk.): Die Chromosomenzahl ist 2n = 123.[9] Sie kommt im Vereinigten Königreich, Frankreich, Belgien, Luxemburg, Deutschland, in der Schweiz, in Österreich und Norwegen vor.[6] In Deutschland kommt sie selten in Nordrhein-Westfalen und Hessen und zerstreut im Voralpengebiet vor.[9]

- Lückiger Schuppen-Wurmfarn[9] (Dryopteris lacunosa S.Jess., Zenner, Chr.Stark & Bujnoch): Diese 2011 neu beschriebene Art kommt in Europa in Frankreich, Großbritannien, Irland, Deutschland, in der Schweiz, in Österreich und in Italien vor.[6] Die Chromosomenzahl ist 2n = 123.[9] In Deutschland kommt sie in Baden-Württemberg, Bayern, Rheinland-Pfalz und in Nordrhein-Westfalen, in Österreich in Vorarlberg, Oberösterreich und in der Steiermark vor. Sie gedeiht in luftfeuchten Wäldern über basenarmem bis basenreichen Gestein.[9]

In Euro+Med werden einige Unterarten von Dryopteris affinis gelistet:
- Dryopteris affinis (Lowe) Fraser-Jenk. subsp. affinis (Syn.: Dryopteris affinis subsp. kerryensis (Fraser-Jenk.) Fraser-Jenk., Dryopteris affinis subsp. paleaceolobata (T. Moore) Fraser-Jenk.): Sie kommt von Makaronesien und Marokko bis Norwegen, zur Türkei und dem Kaukasusraum vor.[6]
- Dryopteris affinis subsp. atropes Fraser-Jenk.: Diese 2022 erstbeschriebene Unterart kommt auf den Britischen Inseln und vielleicht auch in Frankreich vor.[6]
- Dryopteris affinis subsp. jessenii (Fraser-Jenk.) Fraser-Jenk.: Sie kommt in Rumänien und Serbien vor.[6]
- Dryopteris affinis subsp. punctata Fraser-Jenk.: Sie kommt in Frankreich, Deutschland, in der Schweiz, Österreich, Slowenien, Kroatien und in der Türkei vor.[6] In Mitteleuropa kommt sie vor im deutschen Voralpengebiet, in der Schweiz und im Elsass.[9]

## Belege